# RUF・RODEO
RUF Rodeo（ルーフ・ロデオ）は、ドイツの自動車チューナー・メーカーである RUFオートモービルが開発したオフロード志向のコンセプトカーである。
2020年に発表され、クラシックなポルシェ911のスタイリングを踏襲しつつ、現代の技術でオフロード性能を大幅に向上させたことで話題となった。デザインは1970年代から1980年代のサファリラリーやダカールラリーのラリーカーにインスパイアされており、伝統的なスポーツカーの美学と過酷な環境への対応力を融合している。

## 概要
RUFは、長年にわたりポルシェ車のチューニングと改造を手掛けてきたことで知られているが、Rodeoは従来のポルシェ・911の改造車とは異なり、完全オリジナルのカーボンモノコックシャシーを採用している。これはRUF・CTR ANNIVERSARYと同様の設計思想で、軽量かつ高剛性な構造を実現。シャシーに合わせてボディも独自に設計され、ラリーカーに求められる耐久性と操作性を両立している。

## デザインと特徴
RUF Rodeoの外観は、往年のポルシェ911の象徴的な丸みを帯びたシルエットを基調としながらも、オフロード走行に適応するために大幅な改良が施されている。サスペンションはリフトアップされ、最低地上高を高めることで岩場や未舗装路での走破性を向上。タイヤはオフロード用の大型ブロックタイヤを装着し、グリップ力と耐久性を強化している。ボディ上部にはルーフラックを備え、スコップやスペアタイヤなどのラリー装備を積載可能。内装には上質なレザーと天然繊維素材を組み合わせ、高級感と耐久性のバランスを追求。さらに、ポルシェ・RUFの伝統的な丸型ヘッドライトを採用し、クラシックカーの趣を残しつつ現代的な照明性能も確保している。

## パワートレイン
RUF Rodeoは、同社が開発した水平対向6気筒ツインターボエンジンを搭載可能で、最高出力は610馬力に達する。トランスミッションはドライバーの操作感を重視した6速マニュアルが基本で、四輪駆動システム（AWD）を備えオフロード性能を最大限に引き出す設計となっている。これにより、オンロードでの高性能とオフロードでの高い走破性を両立し、幅広い走行シーンに対応できる。

## 製造と販売
RUF Rodeoは2020年にコンセプトカーとして発表されたが、同社は限定的な少数生産を計画している。顧客からの特別注文に応じて、個別のカスタマイズにも対応可能とされており、製造はバイエルン州のRUF本社工場で行われる。